# Zimnicea
Zimnicea este un oraș în județul Teleorman, Muntenia, România. Se află în punctul cel mai sudic al țării, la 42 km de reședința județului, Alexandria, la 130 km de București și 180 km de Craiova. Orașul este situat în Lunca Dunării, iar în apropiere se află Balta Suhaia și Ostrovul Gâsca care au fost desemnate de Guvernul României arii protejate de interes național. Zimnicea are o populație de 14.058 de locuitori (2011), fiind astfel al patrulea ca mărime din județ.
Orașul mai este cunoscut și pentru civilizația lui foarte avansata dar și pentru dinozaurii prezenți în beciurile comuniste.
La vest de Zimnicea se află o cetate geto-dacică din secolul IV î.Hr., dar prima atestare documentară a orașului este din 1385 sub numele de „Dezimnikos”,  de către pelerini creștini ce fuseseră la Ierusalim și au trecut Dunărea pe aici. În 1835 era al douăsprezecelea oraș ca mărime din Țara Românească și un important punct vamal și de comerț. Zimnicea a fost reședința județului Teleorman în anii 1837-1838 și 1877.
În urma Cutremurului din 1977 autoritățile locale au raportat distrugerea a 80% din oraș, dar nicio victimă. După Revoluție aceste date au fost puse la îndoială și se spune că distrugerile au fost cauzate de excesul de zel al conducătorilor orașului din acea vreme, deși primarul de atunci, Sandu Dumitru, a negat. Programul de reconstrucție a fost demarat din ordinul lui Ceaușescu și, deși a durat trei ani, în urma acestuia au rămas o mulțime de blocuri de locuințe nefinalizate.

## Istorie
La vest de așezarea actuală a existat cea mai veche cetate geto-dacică cunoscută până acum din Muntenia, ale cărei începuturi sunt estimate în secolul IV î.Hr. și al cărui nume nu este menționat. Se crede de asemenea că este cetatea despre care scria Arrianus că a fost distrusă de Alexandru Macedon în timpul expediției sale împotriva tribalilor, în anul 335 î.Hr.
În secolul al XIV-lea, izvoarele istorice atestă că pe locul fostei așezări geto-dacice era un sat românesc. Numele său este menționat documentar pentru prima dată în anul 1385, în jurnalele de călătorie ale unor pelerini creștini, Peter Sparanou și Ulrich Tennstadt, ce trecuseră Dunărea de la Sviștov la „Dezimnikos” la întoarcerea lor de la Ierusalim în 1385. Locul este menționat și în cronicile bizantine sub numele de „Demnitzikos”, „Dzimnikes” sau „Deziminkos” care apar în cronici chiar mai vechi, din secolul XII. Fiind port la Dunăre, a înflorit ca oraș-târg aflat de-a lungul rutelor comerciale care legau Balcanii de Europa Centrală. O legendă protocronistă spune că s-ar fi numit „Zimnidava” încă de pe vremea dacilor, deși lingviștii spun că „Zimnik” este numele zeului slav al iernii, Slavii trecând pe aici Dunărea înghețată spre Imperiul Bizantin. În orice caz, alături de Roșiori de Vede, Zimnicea este cea mai veche așezare din sudul României.
În 1457 Vlad Țepeș a luptat cu Imperiul Otoman de-a lungul Dunării, trecând și pe la Zimnicea. În 1595 Mihai Viteazul a luptat cu Imperiul Otoman pentru a câștiga independența statului său de-a lungul Dunării și pe la Zimnicea.
În anul 1791 Zimnicea apărea pe hartă cu 116 case. În 1835 avea 531 de gospodării, fiind al doisprezecelea oraș-târg ca mărime din Țara Românească, menționat și ca punct vamal și de schimburi comerciale. În anul 1835 Zimnicea număra 2650 de locuitori, iar la sfârșitul secolului XIX-lea 4500.
La 1 iulie 1834 s-a înființat orașul liber Alexandria, iar o parte dintre orășenii din Zimnicea au plecat atunci în aceată localitate nou înființată. Pentru o scurtă perioadă de timp, între 1837-1838, Zimnicea a fost reședința județului Teleorman. Însă datorită neînțelegerilor dintre boieri și negustori, a fost înlocuită cu Turnu Măgurele.
Din 1860 Zimnicea a devenit punct de vamă. În timpul războiului de independență (1877 - 1878), a fost sediul de campanie al trupelor rusești și românești care treceau în Bulgaria pentru a lupta împotriva Imperiului Otoman. Și tot în timpul războiului de independență a fost din nou reședintă de județ pe o perioadă de 3 luni. În timpul acestui război, marele cneaz Alexei Alexandrovici, unul dintre fiii țarului Alexandru al II-lea, a fost promovat în funcția de comandant al escadrei ruse de pe Dunăre. La 9 ianuarie 1878, el a fost decorat cu Ordinul Sfântul Gheorghe - gradul patru, pentru conducerea sa „neobosită și eficientă a forțelor navale și a echipamentelor de la 14 iunie 1877 în construcția și întreținerea podurilor și a pontoanelor la Zimnicea, Pietroșani și Nikopol și succesul acestor măsuri în distrugerea forțelor inamice”.
În anul 1901 a fost inaugurată gara orașului.
În Primul Război Mondial, trupele Imperiului German au trecut Dunărea pe la Zimnicea, contribuind la distrugerea frontului românesc din Muntenia.
În anul 1930 sunt înregistrați 10.879 locuitori.
Cutremurul din 1977 nu a avut efecte devastatoare asupra orașului. Paradoxal însă, mare parte din distrugeri au avut loc după cutremur, prin demolări (fără ordin direct de la Ceaușescu), autoritățile comuniste locale dorind să creeze aici un oraș nou din temelii, după planurile și stilul urbanistic comunist. O bună parte din banii pentru reconstrucție au fost donați de Germania și Austria. 10 ani mai târziu, noua infrastructură se deteriorase puternic din cauza lucrărilor de proastă calitate. Multe clădiri începute acum 20 de ani, au rămas până în ziua de azi neterminate, astfel că zone întregi din Zimnicea sunt încă nelocuite.
Capitalele județului Teleorman au fost în timp:
- Rușii de Vede (sec.XIV –1837)
- Zimnicea (1837-1838; 1877-1878)
- Turnu (1838-1877;1878-1948)
- Alexandria (1948 - prezent)

## Geografie
Zimnicea se situează în partea de sud a câmpiei Boian, la 40 km de municipiul Alexandria, la granița cu Bulgaria. Dunărea trece la distanță de 2 km de centrul Zimnicei, pe partea stângă a unui vechi braț al fluviului. Orașul Zimnicea – extrema sudică a României, este așezat pe malul stâng al fluviului Dunărea, la 43° 37' 07" latitudine nordică și 25° 23' 32" latitudine estică (Amnarul statistic al R.S.R., 1957, p. 19), având un relief de baltă și luncă (4 km), urmat de câmpie (15 km spre nord), cu o suprafață intravilană de 4,5 km².
Are formă dreptunghiulară, cu terenul înclinat de la vest la est, cu baza de la sud spre râul Pasărea și este împărțit în două părți egale de Bulevardul Eroilor (așa-zisa Strada Gării).
Structura geologică a terenului zimnicean este formată din „soluri de luncă și deltă” (N. Florea), iar în lucrarea „Raionare pedogeografică a R.P.R.” ( N. Cernescu) se precizează că în „provincia danubio-getică cu sectorul Câmpia Zimnicea predomină cernoziomul, format pe terase acoperite cu depozite leossoide”.
Clima orașului este, în general, temperat continentală, cu veri călduroase (42 °C - iulie 1985) și ierni geroase (-17 °C -26 decembrie 2001). Așadar, contrastele de temperatură sunt destul de mari între vară și iarnă, în zonă interferându-se masele de aer tropical din sud și sud-vest cu cele de aer uscat din est și sud-est. În felul acesta se explică cum, cu oarecare risc, se poate cultiva chiar și smochinul.
Postul pluviometric (înființat în 1963), dar și stația meteorologică oferă informații climaterice corecte preluate de numeroase lucrări de specialitate.

### Floră și faună
Flora din zonă este caracteristică zonei de stepă și de silvostepă.
Pădurile sunt puține, iar arborii predominanți sunt cei de esență moale, cum ar fi sălciile din luncă sau plopii albi.
Dintre plantele sălbatice ale zonei, amintim: păpădia, pirul, pelinul, măzărichea, coada șoricelului, mușețelul, toporașii, vioreaua, volbura, urzica, pătlagina, etc.. Mai pot fi întâlniți frasinii, exemplare de stejar, salcâmul, socul, castanii sălbatici, răchita, etc..
Există și vegetație cultivată cum ar fi: plantațiile de viță-de-vie și grădinile de zarzavat.
Fauna din această zonă este adaptată condițiilor de vegetație existentă. Abundă mamiferele rozătoare: popândăul, hârciogul, iepurele, ariciul, cârtița. Mai apar și alte animale salbatice cum ar fi: porcul mistreț, vulpea și, în ultimii ani, căprioara.
Din grupa păsărilor, menționăm: stăncuța, cucuveaua, prepelița, ciocănitoarea pestriță, rândunica, vrabia, cioara, ciocârlia, etc..
Reptilele sunt reprezentate de: șopârla cenușie, gușterul și șarpele de casă.
În apele Dunării, a celorlalte râuri și pâraie trăiesc pești diferiți: crapul, bibanul, știuca, linul, șalăul, somnul, scrumbia, etc..
Fauna este completată de o mare varietate de insecte.
Zona de la digul de protecție la fluviul Dunărea pe o adâncime interioară până la vatra localităților este folosit pentru cultivarea de cereale, pentru grădini de legume și zarzavaturi. Există păduri particulare intercalate între păduri ale statului.
Lucrări silvice (tăieri de amenajare, plantări) se fac, de regulă, în ostroavele de pe fluviul Dunărea. Zona de la digul de protecție la fluviul Dunărea pe o adâncime interioară până la vatra localități este folosită pentru cultivarea de cereale și pentru grădini de legume și zarzavaturi.

### Rețeaua hidrografică
Rețeaua hidrografică din zona Zimnicea cuprinde fluviul Dunărea la 3 km de oraș: Viteza curentului = 0,8 - 0,9 m/s; Debitul mediu multianual = 5.800 mc/s.
Date și informații privind cotele și debitele istorice ale fluviului Dunărea din luna aprilie 2006:
| DETALII                                                        | Stația hidrometrică Zimnicea |
| Cota de atenție (cm)                                           | 530                          |
| Cota de inundație (cm)                                         | 610                          |
| Cota de pericol (cm)                                           | 750                          |
| Cota istorică (cm)/ Data                                       | 690/ 08.04.2005              |
| Ultima cotă istorică (cm)/ Data                                | 840/ 24.04.2006              |
| Debitul mediu multianual cel mai mare - în luna aprilie (mc/s) | 7.900                        |
| Debitul istoric (mc/s)/ Data                                   | 13.000/ 08.04.2005           |
| Ultimul debit istoric (mc/s) / Data                            | 15.600/ 24.04.2006           |
| -------------------------------------------------------------- | ---------------------------- |

Sensul de curgere pentru fluviul Dunărea este de la vest spre est. Fluviul Dunărea constituie frontieră naturală cu Bulgaria. Malul fluviului Dunărea este de tip jos, împădurit și supus erodării. La distanța de 50 –100 m față de fluviul Dunărea este amenajat un dig de protecție la inundații. În zonă se produc doar inundații naturale, de regulă primăvara (nu sunt amenajate incinte special destinate pentru inundații controlate). În zona portului Zimnicea malul la fluviul Dunării este consolidat pe o lungime de 800 de metri. În zonă se produc doar inundații naturale, de regulă primăvara.
În zona Zimnicea nu există poduri care traversează frontiera, nu există locuri de exploatare industrială a vadurilor (balastiere) și nu există locuri greu accesibile.
În situații de secetă, fluviul Dunărea își păstrează actualul curs normal. Șenalul navigabil pe fluviul Dunărea nu se modifică, singura modificare fiind debitul scăzut și micșorarea albiei. În astfel de situații circulația navală pe fluviul Dunărea se face cu atenționări speciale, se emit „Avize către navigatori”, iar pilotarea convoaielor de barje se face cu dificultate, cu o încărcare a barjelor la un pescaj mai mic și cu reducerea numărului de unități transportate.

## Obiective turistice

##### Situl arheologic de la Zimnicea
- situat la vest de localitatea Zimnicea, cel mai sudic punct din România;
- găsim aici un complex cultural ce se întinde din epoca bronzului până în epoca medievală;
- în punctul "Cetate" se afla o fortificație, apărată de un val de pământ și de șanțuri adânci, datând din secolele IV-II î.Hr.; este cea mai veche cetate geto-dacică cunoscută până acum din Muntenia; pe atunci, purta numele de Zimnidava;
- peste aceasta s-a suprapus, în sectorul nord-vestic, fortificația medievală ridicată la sfârșitul secolului al XIV-lea, în timpul domniei lui Mircea cel Bătrân; în 1385, așezarea purta numele Dezimnikos;
- plasată în același complex cultural, în punctul "Câmpul Morților", se afla o necropolă getică, având cea mai veche datare tot din secolele IV-II î.Hr.; în aceeași arie se află și morminte medievale, în strânsă legătură cu cetatea din sistemul fortificat al Dunării.

##### Monumente ale naturii din județul Teleorman
- situate în orașul Zimnicea;
- nouă din cele zece monumente ale naturii sunt localizate pe Bulevardul Eroilor: trei castani porcești (având înălțimea de 17 m și circumferințe de 3 m, 3,30 m, respectiv 2,80 m), trei stejari (cu înălțimi de 23 m, 25 m și 19 m și circumferințe de 4,10 m, 2,80 m, respectiv 3 m), și trei salcâmi japonezi (cu înălțimi de 22 m, 21 m și 19 m, și circumferințe de 3,20 m, 2,05 m, respectiv 2,25 m), iar unul este localizat pe strada Turnu Magurele (stejar având înălțimea de 19,5 m și circumferința de 3,20 m).

##### Rezervația naturală Balta Suhaia
- situată pe teritoriul administrativ al comunei Suhaia, în partea stângă a Luncii Dunării;
- ocupă o suprafață de 1.455 ha;
- lac de luncă unic;
- arie de protecție specială acvifaunistică;
- valoarea științifică este oferită atât de existența a 11 specii de plante rare, ce figurează în Lista Roșie a plantelor superioare din România, elaborată de Institutul de Biologie al Academiei Române, cât și de prezența unor specii de păsări sălbatice protejate la nivel european.

### Portul Zimnicea
În locul în care se află astăzi portul, a fost un punct de trecere și totodată de tranzacții comerciale din vechi timpuri.
Cheiul de piatră al portului a fost înălțat și construit după anul 1918.
Dupa anul 2000, portul cunoaște o spectaculoasă renaștere, fiind astăzi dotat cu instalații moderne de încărcare-descărcare.
O tradiție a orașului este sărbătoarea vinului și a viței de vie „Zărezan” ce se organizează în fiecare an la 1 februarie și la care participă și oaspeți din Bulgaria. O altă sărbătoare populară a orașului este “Brumărelul” care se desfășoară în sâmbăta și duminica de la mijlocul lunii octombrie
Obiectele turistice ale municipiului sunt:
- Popasul de la fosta tabără pentru elevi de la Zimnicea situată pe comunicația Zimnicea – Zimnicea Port într-un cadru natural deosebit.
- Plaje la malurile fluviului Dunărea, precum și locuri prielnice pentru practicarea pescuitului sportiv de agrement.
- Parcul orașului
- Monumentul Eroului Necunoscut
- Catedrala „Sfinții Împărați” din oraș.

Ridicat, în parcul orașului, din bronz, în anul 1930, pentru cinstirea și în amintirea eroilor din Primul Război Mondial, monumentul reprezintă un ostaș al Armatei Române. Pe soclu, în față, este montată, din bronz, stema regatului român, iar pe celelalte laturi sunt săpate în marmură numele eroilor din Zimnicea căzuți pe frontul pentru Independență din anii 1877-1878, din războaiele balcanice și din Primul Război Mondial din 1914-1918 pentru reîntregirea neamului.
- Monumentul Reconstrucției

A fost ridicat spre a aduce aminte nu numai de dezastrul din 1977, dar și de vrednicia celor care nu s-au lasat biruiți în Primul și Al Doilea Război Mondial.
- Patrimoniu:
- Așezăminte religioase: Bisericile Sfinții Împărați Constantin și Elena, Sf. Filip, Sfinții Apostoli Petru și Pavel și Sfinții Arhangheli Mihail și Gavril;
- Monumente:
- Statuia Soldatului Necunoscut - ridicat, în parcul orașului, din bronz, în anul 1930, pentru cinstirea și în amintirea eroilor din Primul Război Mondial. Statuia reprezintă un ostaș al Armatei Române. Pe soclu, în față, este montată, din bronz, stema regatului român, iar pe celelalte laturi sunt săpate în marmură numele eroilor din orașul Zimnicea căzuți pe frontul pentru Independență din anii 1877-1878, din războaiele balcanice și din Primul Război Mondial 1914-1918 pentru reîntregirea neamului.
- Cimitirul Eroilor;
- Sit arheologic (zonă protejată) “Dealul Cetății”: cetate geto - dacică (cca. 1.200 m vest de centrul orașului) considerată ca fiind cea mai veche din Muntenia și având o suprafață de 9,3 ha.

Unitățile de cultură care funcționează în orașul Zimnicea sunt:
• Casa de Cultură și Biblioteca orașului.
• Biblioteca “Miron Radu Paraschivescu’’ a fost înființată în anul 1952, iar după decembrie 1989, a primit numele poetului Miron Radu Paraschivescu. Din anul 1985 funcționează într-o clădire de patrimoniu, repartizată prin grija Primăriei locale. Biblioteca totalizează peste 57.000 de volume, dispuse în 11 săli, dintre care una de lectură. În urma înfrățirii orașului Zimnicea cu orașul Pieve Emanuele din Italia, biblioteca a primit un fond de 246 de volume în limba italiană, donate de primăria orașului italian.

## Economie
În perioada comunistă, Zimnicea a fost puternic industrializată. S-au dezvoltat aici fabrici de țevi sudate, mobilă, prefabricate de beton, industria textilă și alimentară, exploatarea de balast, dar și sere legumicole și ferme de creștere a bovinelor, ovinelor și porcinelor.
Industria locală a suferit un puternic declin după căderea regimului comunist în decembrie 1989 și, din această cauză, după anul 1995, orașul beneficiază de scutiri de taxe deoarece se găsește într-o zonă declarată defavorizată.
Este de remarcat faptul că volumul investițiilor străine în orașul Zimnicea este foarte restrâns, și-l regăsim doar în industria textilă.
Sectorul economic de la care se așteaptă dezvoltarea zonei, este agricultura practicată în primul rând intensiv și cu tehnologii moderne.
La nivelul orașului există și o rețea de supermarket - PENNY Market și PROFI Market.

## Rețea de transport
Rețeaua de transport din zonă cuprinde:
a) Căile rutiere:
Drumuri naționale,
- D.N. 51, Zimnicea – Izvoarele – Alexandria = 40 km.
- D.N. 51 A, Zimnicea – Suhaia – Turnu Măgurele = 60 km.
- D.N. 5 C, Zimnicea – Pietroșani – Giurgiu = 60 km.
Drumuri județene,
- D.J. 658 B, Furculești – Piatra = 15 km.
- D.J. 506, Bujoru – Bragadiru – Alexandria = 50 km.
Drumuri comunale,
- D.C. 9, intersecția cu D.N. 51 A – Viișoara = 5 km.
Căile rutiere menționate mai sus sunt asfaltate, au fundație de piatră și șanțuri pe ambele părți.
b) Căile ferate:
- Zimnicea Port – Zimnicea – Alexandria – Roșiori Nord = 80 km.
Calea ferată menționată este simplă, cu ecartament normal. Din Stația Roșiori Nord se face legătura cu magistrala C.F.R. 900, București Nord – Timișoara. Stația de cale ferată Zimnicea are 6 linii de garare, iar stația Zimnicea Port = 5 linii de garare.
c) Transportul naval:
- Se face pe fluviul Dunărea prin portul Zimnicea – situat la 3 km de oraș.
- În zona portului Zimnicea este amenajat Punctul de trecere a frontierei cu bacul între România și Bulgaria: Zimnicea – Sviștov, operațional din luna mai 2011. Trecerea se realizează cu unul din cele mai mari bacuri de pe fluviul Dunărea, cu o suprafață desfășurată de 600 mp și o capacitate de 4 tiruri sau 20 autoturisme sau 7 camioane sau 8 autocare. http://www.ferry.bg/ferry_en.php

## Demografie
Componența etnică a orașului Zimnicea
     Români (84,76%)
     Romi (5,83%)
     Alte etnii (0,06%)
     Necunoscută (9,36%)
Componența confesională a orașului Zimnicea
     Ortodocși (88,39%)
     Alte religii (1,84%)
     Necunoscută (9,76%)
Conform recensământului efectuat în 2021, populația orașului Zimnicea se ridică la 12.589 de locuitori, în scădere față de recensământul anterior din 2011, când fuseseră înregistrați 14.058 de locuitori. Majoritatea locuitorilor sunt români (84,76%), cu o minoritate de romi (5,83%), iar pentru 9,36% nu se cunoaște apartenența etnică. Din punct de vedere confesional, majoritatea locuitorilor sunt ortodocși (88,39%), iar pentru 9,76% nu se cunoaște apartenența confesională.
Date: Recensăminte sau birourile de statistică - grafică realizată de Wikipedia

## Politică și administrație
Orașul Zimnicea este administrat de un primar și un consiliu local compus din 17 consilieri. Primarul, Petre Pârvu[*], de la Partidul Social Democrat, este în funcție din 2000. Începând cu alegerile locale din 2024, consiliul local are următoarea componență pe partide politice:
|  | Partid                          | Consilieri | Componența Consiliului | Componența Consiliului | Componența Consiliului | Componența Consiliului | Componența Consiliului | Componența Consiliului | Componența Consiliului | Componența Consiliului | Componența Consiliului | Componența Consiliului | Componența Consiliului |
|  | ------------------------------- | ---------- | ---------------------- | ---------------------- | ---------------------- | ---------------------- | ---------------------- | ---------------------- | ---------------------- | ---------------------- | ---------------------- | ---------------------- | ---------------------- |
|  | Partidul Social Democrat        | 11         |                        |                        |                        |                        |                        |                        |                        |                        |                        |                        |                        |
|  | Partidul Național Liberal       | 4          |                        |                        |                        |                        |                        |                        |                        |                        |                        |                        |                        |
|  | Alianța pentru Unirea Românilor | 2          |                        |                        |                        |                        |                        |                        |                        |                        |                        |                        |                        |

## Educație și cultură

### Unități de învățământ
În Zimnicea există 10 unități de învățământ dintre care un liceu (Liceul Teoretic Zimnicea), patru școli (Școala Gimnazială Nr. 1, Școala Gimnazială Nr. 2, Școala Gimnazială Nr. 3 și Școala Gimnazială Nr. 4) și cinci grădinițe (Grădinițele Nr. 1, Nr. 2, Nr. 3, Nr. 4 și Grădinița Lion King).
Liceul a fost înființat acum 71 de ani, în 1954, aceasta fiind o necesitate pentru locuitorii orașului și a celor din comunele alăturate.
Până în anul 1965, liceul a funcționat cu clasele I-XI, având ciclul primar, gimnazial și mediu și, începând cu anul școlar 1965-1966, funcționează numai cu clasele ciclului liceal.
De-a lungul existenței sale, actualul liceu din Zimnicea a avut diverse denumiri, precum: Școala medie de 10 ani (1954-1959), Școala medie de 11 ani (1959-1969), Liceul de cultură generală (1969-1974), Liceul real-umanist (1974-1977) și, începând cu anul școlar 1977-1978, liceul a funcționat cu profilurile electrotehnic, mecanic și metalurgic.
Actualul local în care funcționează liceul este construit de guvernul elvețian în colaborare cu statul român și la a cărui inaugurare din 17 decembrie 1977 au participat ambasadorul Elveției la București și Suzana Gadea, fost ministru al educației și Învățământului.
Liceul Teoretic Zimnicea este alcătuit din trei corpuri: unul cu 15 săli și celelalte două corpuri sunt rezervate sălii de sport și atelierelor școlare.
Cele 15 săli sunt împărțite în trei segmente: săli de cursuri; laboratoare (de informatica, fizică, chimie și biologie) + un minimuzeu de etnografie; cabinete (de limba și literatura română, de psihologie). 
În 1979 Mircea Radu Iacoban scria într-o publicație referitor la Liceul Teoretic Zimnicea următorele: „Liceul Teoretic din Zimnicea e, ca să-i spunem așa, o adevarată bijuterie, o construcție ușoară, suplă, care adăpostește clase luminoase, laboratoare, o sală de gimnastică și un atelier utilat exemplar”.

### Biblioteci
În Zimnicea există șase biblioteci, două în cadrul școlii „Miron Radu Paraschivescu” care conține școala nr. 1 și 2, o bibliotecă în cadrul școlii nr. 3, una în cadrul liceului, alta în cadrul Casei de Cultură și Biblioteca Orășenească „Miron Radu Paraschivescu”.

## Personalități marcante
- Miron Radu Paraschivescu, scriitor. Născut la Zimnicea la data de 2 octombrie 1911, a fost un poet, eseist și publicist român, personalitate a orașului Vălenii de Munte. Decedat pe data de 17 februarie 1971 la vârsta de 60 de ani.[11]
- Corneliu Beda, muzeograf, scriitor, profesor, numismat și filatelist. Născut în 1940 la Chilia Nouă din sudul Basarabiei, absolvent al Facultății de Istorie-Geografie din Timișoara (1962) și al Facultății de Istorie București (1970). Mare iubitor al orașului Zimnicea. Decedat în data de 9 decembrie 2014.[12]
- Florea Opriș (n. 1956), rugbist.

## Descrierea stemei
Stema se compune dintr-un scut triunghiular cu marginile rotunjite, tăiat de un brâu undat de argint. În partea superioară, în câmp zidit de culoare roșie, se află două săbii de argint încrucișate, cu garda în jos. În vârful scutului, în câmp albastru, se află o ancoră de argint, flancată de doi pești afrontați, de argint. Scutul este trimbrat de o coroană murală de argint cu 3 turnuri crenelate. 
Semnificațiile elementelor însumate 
Săbiile încrucișate amintesc de luptele desfășurate în regiune de-a lungul timpului, pe aici fiind drumul turcilor spre Curtea de Argeș. Zidul simbolizează cetatea geto-dacică, construită în jurul secolului IV î. Hr., despre care se crede că este cea mai veche cetate din Muntenia. Brâul undat semnifică fluviul Dunărea, iar ancora simbolizează faptul că localitatea este port. Peștii reprezintă ocupația de bază a locuitorilor, piscicultura. Coroana murală cu 3 turnuri crenelate semnifică faptul că localitatea are rangul de oraș.

## Mass-Media
- Socializare și online media:

1. www.salut-zimnicea.ro Arhivat în 30 septembrie 2017, la Wayback Machine.
2. Facebook: Grupul Zimnicea

- Ziare și reviste:
  - Ziarul Zimnidava
- Posturi de radio:
  -     - Locale sau regionale:
      - RadioZ

    - Naționale:
      - Europa FM
      - Kiss FM
      - National FM
      - RadioZU
      - Virgin Radio

## Orașe înfrățite
- Sviștov, Bulgaria (colaborare, din 2001)
- Nikopol, Bulgaria (colaborare, din 2001)
- Belene, Bulgaria (colaborare, din 2001)
- Pieve Emanuele, Italia (colaborare, din 2003)
- Bouaké, Cote d'Ivoire (din 2004)
- Nikopol, Ucraina (colaborare, din 2004) [13]